# Erik Nielsen
Pour les articles homonymes, voir Nielsen.
Erik Nielsen Hersholt, né le 24 février 1924 à Regina et mort le 4 septembre 2008 à Kelowna, est un avocat et homme politique canadien.
Membre du Parti progressiste-conservateur du Canada, il est député de la circonscription de Yukon de 1957 à 1987 et vice-premier ministre du Canada de 1984 à 1986.

## Biographie
Il est notamment président du Conseil privé du Canada, plusieurs fois ministres avec différents porte-feuilles et vice-premier ministre du Canada. À la suite de son décès, le gouvernement du Yukon décide d'honorer sa mémoire en renommant l'aéroport international de Whitehorse en son nom.
Il est le frère de l'acteur Leslie Nielsen.